# Tegeocranellus laevis
Tegeocranellus laevis är en kvalsterart som först beskrevs av Berlese 1905.  Tegeocranellus laevis ingår i släktet Tegeocranellus och familjen Tegeocranellidae. Inga underarter finns listade i Catalogue of Life.